# سبيلرهاوس (لعبة فيديو 1988)
سبيلرهاوس (بالإنجليزية: Splatterhouse) ، هي لعبة إلكترونية من إنتاج شركة نامكو اليابانية، أنتجت في اليابان عام 1988م، وأصدرت في الولايات المتحدة باللغة الإنجليزية عام 1990م.

## قصة اللعبة
هربا بطل اللعبة وحبيبته إلى البيت المهجور بعد عاصفة قوية هزت أماكن مشبوهة في الأماكن الاستوائية، وتفاجأ بطل اللعبة باختطاف حبيبته من قبل الوحوش، وحينما يعثر بطل اللعبة على حبيبته وجد نفسه بين الأشخاص العراة أمواتاً، وحولت الشابة إلى كائن متوحش، وقرر بطل اللعبة الانتقام من الجن والوحوش.

## وصلات خارجية
- Official Web Site of Splatterhouse - Namco نسخة محفوظة 11 نوفمبر 2010 على موقع واي باك مشين.
- West Mansion: The Splatterhouse Homepage - An extensive fansite
- Compmike19's Splatterhouse Page
- Splatterhouse series على موبي غيمز
- The Arcade History Database entry on the game
- Splatterhouse Strategy Guide (TurboGrafx-16) and Splatterhouse Advertisement at the TurboPlay Magazine Archives
- Splatterhouse at Bandai Namco Games' Virtual Console Arcade blog نسخة محفوظة 3 يوليو 2013 على موقع واي باك مشين. (باليابانية)
- Splatterhouse World Reocrd tracked at Aurcade Official Scoreboard